# Jiří Balík
Jiří Balík (* 30. November 1953 in Tábor) ist ein tschechischer Agrar-Ingenieur, er war von 2010 bis Januar 2018 Rektor der Tschechischen Agraruniversität Prag.

## Leben und Wirken
Nach der Reifeprüfung studierte Balik Agrarwissenschaften mit Fachrichtung Pflanzenbau an der Tschechischen Agraruniversität Prag 1973–1978. Nach seinem mit Auszeichnung bestandenen Ingenieur Examen war er von 1979 bis 1982 Doktorand und von 1982 bis 1994 wissenschaftlicher Assistent in der Agrarfakultät Abteilung Agrarökologie, Bodenchemie und Pflanzenernährung. Im Jahr 1994 wurde er assoziierter und 2001 ordentlicher Professor in der Fakultät Agrarbiologie, Nahrung und Natur-Ressourcen. Gleichzeitig war er von 1994 bis 1996 stellvertretender und ab 2010 Direktor der Abteilung Agrarökologie, Bodenchemie und Pflanzenernährung.
Sein Spezialgebiet die Pflanzenernährung mit Grundnährstoffen, deren Applikation, Transfer in die Rizosphere sowie Verwertung von Pflanzenresten.
Dissertation mit dem Thema: Beitrag zur Nitrat-Verfügbarkeit im Boden 1982.
Habilitation mit dem Thema: Ionnen-Interaktion in der Bodenlösung und deren Einfluss auf Ertrag und Qualität von Futterhafer und Silagemais; Venia Legendi im Fach Agrarchemie und Pflanzenernährung 1994
Von 1997 bis 2003 war er Studiendekan der Agrarfakultät, 2000–2003 Prorektor für Wissenschaft und Forschung, 2003–2010 Prorektor für Kommunikation und Gebäude- und Grundstücksmanagement.
2010 wurde Balik als Nachfolger von Jan Hron zum Rektor der Universität in Prag-Suchdol gewählt und am 9. Oktober 2013 für die Periode bis Februar 2018 in diesem Amt bestätigt. Seit 31. Januar 2018 ist er Rektor Emeritus, seitdem er die Universitätsleitung
Prof. Ing. Petr Sklenička übertragen hat.
Balik ist verheiratet und hat zwei Kinder.

## Ehrungen und Auszeichnungen
- 2014: Aufnahme in die Bruderschaft von Santa Maria dell’Anima („Animabruderschaft“)
- 2017: Ehrendoktor der Universität für Bodenkultur Wien[4]

## Studienaufenthalte und Lehraufträge
- Rheinische Friedrich-Wilhelms-Universität Bonn
- Justus-Liebig-Universität Gießen
- Humboldt-Universität zu Berlin
- Institut für Bodenwissenschaften und Photosynthese; Universität Puschtschino Russland

## Mitgliedschaften in Wissenschaftsorganisationen
- Internationale Gesellschaft für Bodenchemie
- Europäische Gesellschaft für Agronomie
- Internationale Dünger Gesellschaft
- Gesellschaft für Pflanzenbauwissenschaften
- Deutsche Gesellschaft für Pflanzenernährung

## Veröffentlichungen
- 96 wissenschaftliche Veröffentlichungen
- 268 Zitate in wissenschaftlichen Arbeiten